# Valentin Valentinovitj Ivanov
Valentin Valentinovitj Ivanov (ryska: Валентин Валентинович Иванов), född 4 juli 1961 i Moskva, Ryssland, är en rysk flre detta fotbollsdomare som bland annat dömt i Världsmästerskapet i fotboll 2006.

## VM 2006
Matcher i VM 2006 som huvuddomare:
- Ecuador - Tyskland (gruppspel)
- Frankrike - Schweiz (gruppspel)
- Portugal - Nederländerna (åttondelsfinal) - Fakta om matchen